# 華多僚
華多僚（？—前521年），子姓，华氏，名多僚，宋国御士。华费遂的儿子。
华多僚、華貙和華登兄弟三人，华多僚与少司马華貙不和，向宋元公多次诬陷華貙打算接纳逃亡的人。宋元公自己让華登逃亡，认为不能让大司马华费遂其他的儿子再逃亡。华多僚说：那国君就应自己逃亡。宋元公害怕，让侍者召来华费遂的侍者宜僚喝酒，让他告诉华费遂驱逐華貙。华费遂叹气说：“一定是多僚造谣。”只好和宋元公商量，计划華貙在孟诸打猎时驱逐他。打猎时，宋元公给華貙喝酒送礼物，赏赐随员。华费遂也给華貙喝酒送礼物，赏赐随员。张匄感到奇怪，让華貙在宜僚得知了实情。张匄想杀华多僚，華貙不想让父亲伤心，想要逃亡。前521年五月十四日，華貙准备辞别父亲。遇见华多僚为华费遂驾车上朝，张牼怒不可遏，和華貙、臼任、郑翩杀了华多僚，劫持了华费遂叛变，召集逃亡的人。。